# Onyx Storm
Onyx Storm è un romanzo fantasy-romance del 2025, della scrittrice americana Rebecca Yarros. È il terzo libro della serie Empyrean e in Italia è stato pubblicato il 21 gennaio 2025 da Sperling & Kupfer.
Il romanzo è entrato nelle classifiche dei bestseller già nell'agosto 2024, grazie ai numerosi preordini effettuati dai fan della serie.

## Trama
Dopo gli eventi del precedente libro, i regni di Navarra e Poromiel, insieme ai leader della rivoluzione della provincia di Tyrrendor, formano una fragile alleanza per combattere i Venin. Violet, nel mentre è determinata a trovare una cura per Xaden. Nei mesi successivi, i marchiati e Violet sorvegliano Xaden a Basgiath, dove rimane confinato per evitare di canalizzare nuovamente il suo potere oscuro.
Nel frattempo, Violet e la sua squadra visitano Sawyer, che si sta riprendendo dalla battaglia avvenuta nel precedente libro. Un attacco improvviso a Basgiath sconvolge gli equilibri, e Violet ha un incontro inquietante con una Venin dai capelli d'argento. Superata la crisi, Violet e Xaden si preparano a incontrare il Senarium, il consiglio dei nobili di Navarra. Scoprono che Andarna, il secondo drago di Violet, appartiene alla settima razza necessaria per alimentare le protezioni di Aretia. Violet viene quindi mandata in missione per trovare l'ultima razza mancante.
Durante il viaggio, Violet e il suo gruppo affrontano nuovi nemici, scoprendo segreti oscuri sui Venin e sulle origini del potere dei draghi. La missione culmina in uno scontro con Theophanie, una generale Venin. Tra battaglie e sacrifici, Violet si trova di fronte a scelte difficili, inclusa quella di lasciare Andarna libera di tornare dalla sua specie.

## Personaggi
- Violet Sorrengail: protagonista, cavaliere di draghi legata a Tairn e Andarna. Studentessa dell'Accademia militare di Basgiath e ora Duchessa di Tyrrendor.
- Xaden Riorson: Duca di Tyrrendor e cavaliere di draghi. Ha sacrificato parte della sua anima per salvare Violet e Sgaeyl diventando un Venin.
- Imogen Cardulo: Amica di Violet e parte integrante del gruppo di resistenza. Possiede l'abilità di cancellare la memoria.
- Sawyer Henrick: Cavaliere di draghi e leale alleato di Violet assegnato alla Quarta Ala.
- Garrick Tavis: Amico d'infanzia di Xaden e cavaliere di draghi recentemente diplomato.
- Ridoc Gamlyn: Cavaliere di draghi del secondo anno assegnato alla Quarta Ala.
- Sloane Mairi: Figlia di Isaac Mairi, sorella di Liam e membro della resistenza.

## Accoglienza
Kelsey Hall di BookTrib ha definito Onyx Storm "Un fantasy emozionante ed emotivamente avvincente" e ha elogiato la costruzione del mondo, le relazioni tra i personaggi e la narrazione. Laura Hackett del Times ha criticato il libro, dicendo che Iron Flame e Onyx Storm non gli sono piaciuti tanto quanto Fourth Wing. Ha detto che Onyx Storm "Rimuove la calda familiarità della scuola e la sostituisce con pericoli sempre più stravaganti e una terminologia magica complessa", e ha descritto gli elementi romantici come imbarazzanti. Per Hackett, la popolarità dei romanzi romantici come Onyx Storm è un segno che alcuni adulti vogliono ancora leggere libri che assomigliano alla narrativa per giovani adulti, invece di passare a "letteratura più impegnativa".